# Sohrab Rahimi
Sohrab Rahimi (persiska: سهراب رحیمی), född 20 december 1962 i Shar-e Kord, Iran, död i februari 2016 i Oxie, var en svensk författare och översättare.
Sohrab Rahimi flyttade till Sverige 1986. Han skrev flera diktsamlingar och en roman. Han översatte även många diktsamlingar och romaner till svenska och persiska. Han var medlem i Författarcentrum, Sveriges Författarförbund och Svenska PEN.
Sohrab Rahimi är begravd på Sankt Pauli norra kyrkogård i Malmö. Han var gift med poeten Azita Ghahreman.

### Diktsamlingar
- Drömmarnas hus: diktsamling. Angered: Utbildningscentret Iran. 1995. ISBN 91-88736-24-5
- Tidens kärnor. 1996. ISBN 91-972896-5-5 (översättning av Sohrab Mazandarani)
- Persisk poesi i Sverige: Klaustrofobi för omsluten kropp. 1998. ISBN 91-973577-0-7 (medverkande)
- Namah'i bara-yi tu: majmuah shir. Ainah-i Janub. 2005. ISBN 978-964-8877-08-3 (”Ett brev till dig”)
- Rasm-i hindisī-i mālīkhūlīyā = Geometrisk ritning över melankolin. Smockadoll. 2011. ISBN 964-8877-08-4
- Den ofrånkomliga resan. Smockadoll. 2012. ISBN 978-91-86175-25-2 (översättning av Sohrab Rahimi och Kristian Carlsson)
- Rahimi, Sohrab (2015). Faṣlʹhā-yi ijbārī: guzīdah-i ashʻār [Compulsive Seasons]. London: Ich and Is Mīdīyā. ISBN 978-1780834252

### Prosa
- Krigsbibliotekarien. Malmö: Smockadoll. 2011. ISBN 978-91-86175-15-3 (urval och redigering: Kristian Carlsson)

### Översättningar
- Lundquist, Marie; Azita Ghahreman (2015) (på persiska). a simple narrativ. London: Hs Media. ISBN 9781780834290
- William-Olsson, Magnus; Azita Ghahreman (2015) (på persiska). Stad utan murar, city without borders. London: Hs Media. ISBN 9789186175306
- Hav, Niels; Azita Ghahreman (2015) (på persiska). Zanhaa dar kopenhag. Teheran: Bootimar
- Doostdar, Naeimeh (2013). Så småningom gick jag inte hem: censurerade dikter & noveller. Serie splint ; 010. Malmö: Smockadoll. ISBN 9789186175306
- Ghahreman, Azita ((2013)). Serendips loggbok: dikter. Serie splint ; 009. Malmö: Smockadoll. Libris 11689694. ISBN 978-91-86175-06-1
- Tranströmer, Tomas ((2012)) (på persiska). roshanaye tariki: dikter. tillsammans med Azita Ghahreman. H&S Media. ISBN 978-8299802345
- Mahmoudi, Omid ((2012)). Oskyldiga brottslingar: ögonblicksbilder från Kabul och en evighetslång flykt. Serie Splint ; 007. Malmö: Smockadoll. ISBN 978-91-86175-24-5
- Under hypnos i Dr. Caligaris kabinett. Serie Splint ; 004. Malmö: Smockadoll. (2012). ISBN 978-91-86175-17-7
- Ghahreman, Azita ((2009)). Dikter: fyra diktsamlingar. Serie Splint ; 002Smockadoll ; 006. Malmö: Smockadoll. ISBN 978-91-86175-06-1
- Aeineh Ali, red ((2000)). Poesins stämma: persisk svensk antologi : internationell poesifestival Malmö - Sweden 1999. Malmö: Gilgamesh. ISBN 91-630-8989-0
- Sammanbrott - Bijan Farsi - Baran bokförlag,Även med persisk titel, Sverige, 1995
- Eslami, R.; Nasser Namdar ((1994)). Diamant i aska. V:a Frölunda: Utbildningscentret Iran. ISBN 91-88736-06-7

### Medverkan i antologier
- Åhgren Urban, red ((1994)). Ur svenska hjärtans djup. Uppsala: Eko. ISBN 91-971506-6-5
- Persisk poesi i Sverige. 1, Ett regn av fjärilar : elva iranska poeter i Sverige. Lund: Roya. (1998). ISBN 91-973310-5-8
- Mazandarani Sohrab, Abdollahzadeh Farshid, red ((1999)). Persisk poesi utomlands. Vol. 1, Med dikter av 9 poeter. Lund: Roya. ISBN 91-973577-5-8
- Baghlanian Elnaz, Larsmo Ola, red ((2012)). Dissidentbloggen: texter i urval 2011-12. Stockholm: Svenska PEN. ISBN 9789197931625
- Sohrab Rahimi, red ((2013)) (på persiska). Dar barabar dasthaaye javdanegi (essäsamling). Teheran: Maya word

## Priser och utmärkelser
- 2013: Nikolaj Gogols pris, juryns specialpris, Ukraina[källa behövs]